# Gliese 581
La estrella Gliese 581, Wolf 562 o HIP 74995 es una enana roja de tipo espectral M2,5V situada a 20,5 años luz del planeta Tierra. Es una de las 100 estrellas más cercanas al sistema solar. En comparación presenta solo un tercio de la masa del Sol, lo que hace que sea menos luminosa y más fría, por lo que la zona considerada habitable se encuentra más cerca de la estrella en este sistema solar que en el nuestro.
Gliese 581 tiene a su alrededor 6 planetas siendo uno de los sistemas planetarios extrasolares con más planetas que se conoce hasta ahora. El planeta Gliese 581 g, está en el centro de la zona de habitalidad mientras que Gliese 581 c orbita en el límite interior de dicha zona y Gliese 581 d, ocupa el borde exterior. Estos exoplanetas (término con el que se designan los planetas no pertenecientes al sistema solar) serían los primeros planetas en los que se han descubierto condiciones que hacen pensar que cumplen los requisitos fundamentales para albergar vida.
El nombre de la estrella se debe a Wilhelm Gliese, astrónomo que en 1957 publicó un catálogo de las estrellas cercanas al Sol que abarcaba hasta 25 pársec que se conocían hasta ese momento (Listado actualizado de las estrellas más cercanas al Sol a un máximo de 5 parsec). 581 es el número que le asignó a esta estrella. Las estrellas están ordenadas según Ascensión Recta creciente (B1950). Gliese 581 también se conoce como GJ 581.
En abril de 2009 se encontró orbitando esta estrella el planeta extrasolar más pequeño hasta esa fecha, Gliese 581 e, de menos de dos masas terrestres.

## Exoplanetas

### Gliese 581 b

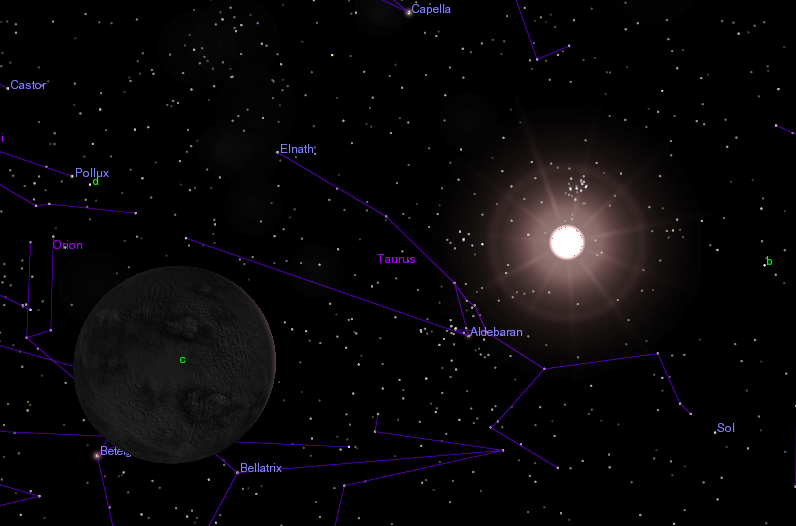
Gliese 581 y 2 de sus planetas (imagen hipotética).

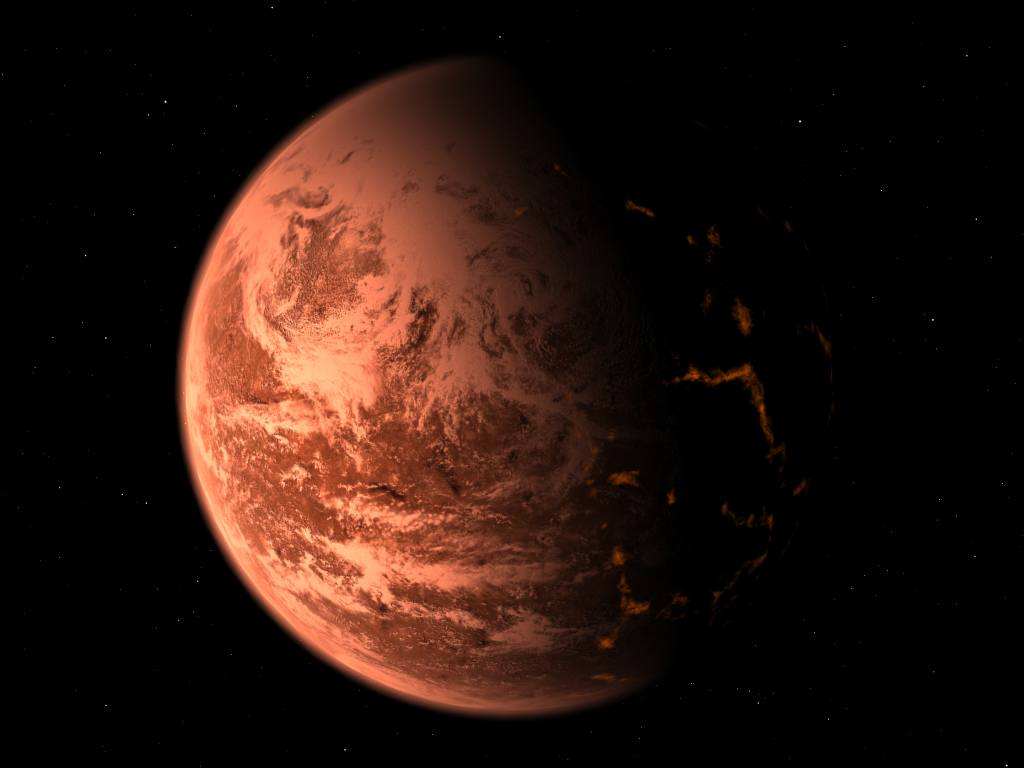
Posible aspecto de Gliese 876 d - un exoplaneta similar a Gliese 581b

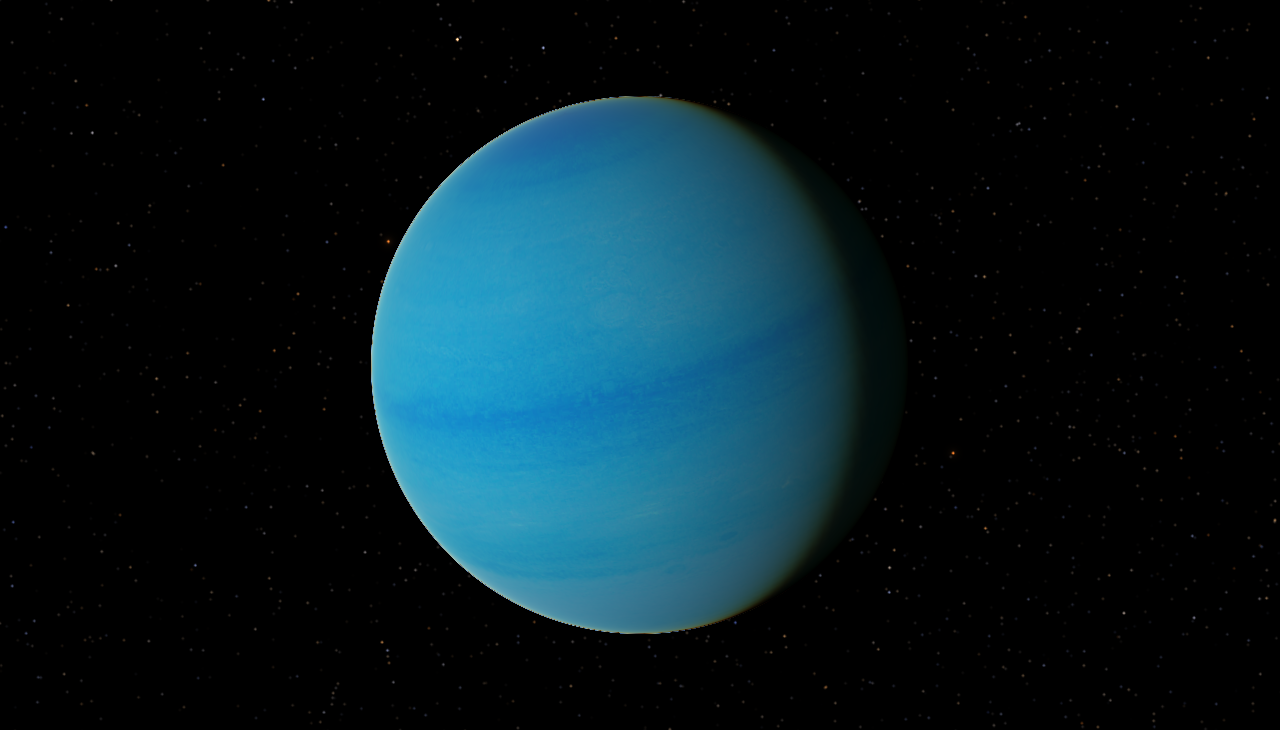
Impresión artística del planeta.

Gliese 581 b tiene aproximadamente 17 veces la masa de la Tierra y completa una vuelta alrededor de su estrella en 5,336 días a una distancia de 6 millones de kilómetros de la misma. Este exoplaneta fue descubierto en 2005 por un grupo de Investigación formado por astrónomos de Suiza, Francia y Portugal entre los que se encuentran Michel Mayor, Stéphane Udry y Xavier Delfosse. Tiene una masa similar a la de Neptuno. Debido a la escasa distancia a que se encuentra de su estrella, su temperatura superficial ronda los 150 °C y podría estar compuesto por elementos pesados. Existen similitudes entre este y el sistema Gliese 876.

### Gliese 581 c
Gliese 581 c tiene una masa 4 veces mayor a la masa de la Tierra y su radio es aproximadamente 1,5 veces el terrestre. Su órbita dura 37 días y está situado 14 veces más cerca de su estrella de lo que está la Tierra respecto al Sol. Pese a ello, el menor tamaño de la estrella hace que esta distancia sea la propicia para que el planeta pudiera albergar agua líquida.
Cumple los requisitos para albergar vida tal como la conocemos, ya que:
- Su radio es 1,5 veces el de la Tierra e indica que es un cuerpo rocoso.
- Su temperatura media oscilaría entre 0 °C y 40 °C, lo que hace que sea posible la existencia de agua líquida abundante.
- El problema es que presenta siempre la misma cara a la estrella.

Estos datos sugieren, según los modelos, que el planeta podría ser rocoso como la Tierra o bien estar cubierto por océanos. Fue descubierto en abril de 2007 en un observatorio de la República de Chile.

### Gliese 581d
Gliese 581 d es el tercer exoplaneta alrededor de Gliese 581. Tiene aproximadamente 8 veces la masa terrestre y describe su órbita en 66 días. Fue descubierto gracias al HARPS (High Accuracy Radial velocity Planet Searcher) del Observatorio Europeo Austral (ESO) ubicado en el Observatorio de La Silla, Chile. Modelos atmosféricos realizados en 2011, sugieren que una atmósfera base de dióxido de carbono calentaría lo suficiente la superficie del exoplaneta, como para permitir la existencia de agua líquida.

### Gliese 581e
Gliese 581 e es el exoplaneta más pequeño descubierto hasta la fecha, 2009. Tiene un 1.9 la masa de la Tierra, por lo que es hasta el momento el planeta más pequeño descubierto y el más cercano en tamaño al planeta Tierra, aunque tiene una órbita muy cercana a su estrella madre en 0.03 AU lo que hace difícil que posea una atmósfera y que esté por fuera de la zona habitable pues la cercanía a su estrella/sol hace que tenga temperaturas superiores a los 100 grados centígrados en las cuales es imposible la presencia de agua líquida.

### Gliese 581g
Astrónomos del observatorio Keck en Hawái anunciaron el 29 de septiembre de 2010 el descubrimiento del planeta Gliese 581g, primer exoplaneta descubierto apto para albergar vida. El descubrimiento se realizó con el uso del espectrómetro HIRES. Gliese 581 g es el primer exoplaneta que se ha encontrado dentro de la zona habitable, con la gravedad suficiente para mantener una atmósfera (3 a 4 veces la masa de la tierra) y la temperatura media adecuada para albergar agua líquida (-13 a 24 grados Celsius).

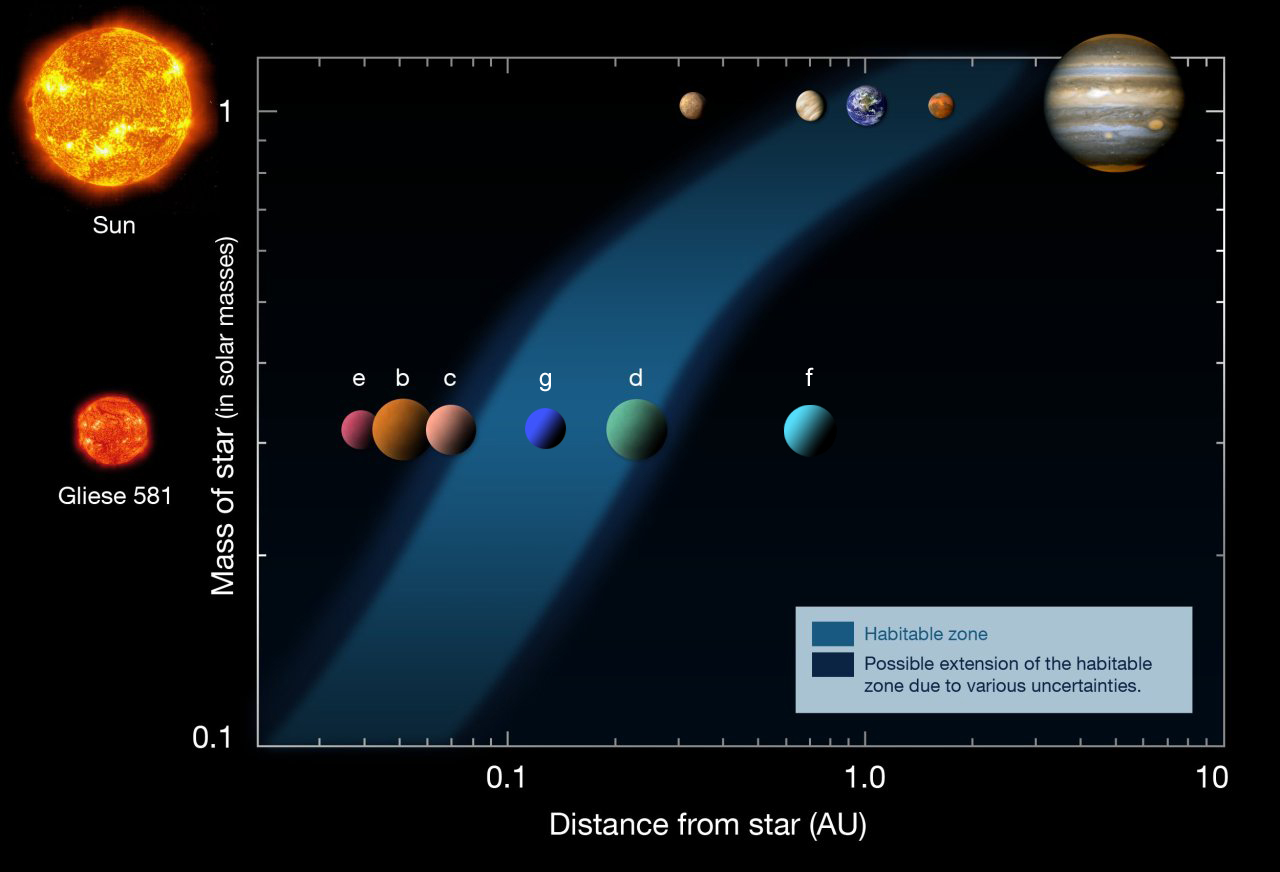
Situación de los planetas en el sistema Gliese 581. Se muestra la zona habitable del sistema.

### Gliese 581 f
Gliese 581 f es un planeta en la constelación de Libra, ubicado a 20 años luz de la Tierra, en el sistema Gliese 581. Su descubrimiento fue anunciado el 29 de septiembre de 2010. El planeta fue detectado mediante mediciones de la velocidad radial combinando los datos del instrumento HIRES del telescopio Keck 1 y el instrumento HARPS del telescopio de 3,6 metros de ESO en el Observatorio de La Silla.

### Datos del sistema
| Nombre | Masa (Mt) | Semieje mayor (UA) | Período orbital (días) | Excentricidad | Comparación |
| ------ | --------- | ------------------ | ---------------------- | ------------- | ----------- |
| e      | ≥1,94     | 0,03               | 3,14942 ± 0,00045      | 0             |             |
| b      | ≥15,65    | 0,04               | 5,36874 ± 0,00019      | 0             |             |
| c      | ≥5,36     | 0,07               | 12,9292 ± 0,0047       | 0,17 ± 0,07   |             |
| g      | 3,1       | 0,14601 ± 0,00014  | 36,562 ± 0,052         | n/d           |             |
| d      | ≥7,09     | 0,22               | 66,80 ± 0,14           | 0,38 ± 0,09   |             |
| f      | 7,0       | 0,758 ± 0,015      | 433 ± 13               |               |             |